# Fissidens hylophilus
Fissidens hylophilus är en bladmossart som beskrevs av Irmscher 1921. Fissidens hylophilus ingår i släktet fickmossor, och familjen Fissidentaceae. Inga underarter finns listade i Catalogue of Life.